# ردينة (اسم)
ردينة هو اسم علم مؤنث من أصل عربي، ومعناه هو مصغر، وهو تأنيث سهيل.

## شخصيات تحمل الاسم
- ردينة الفيلالي
- ردينة معلا (1977 – 12 سبتمبر 2009)

## وصلات خارجية
- موسوعة السلطان قابوس لأسماء العرب نسخة محفوظة 5 أبريل 2019 على موقع واي باك مشين.